# Júlia i Gilbert
Júlia i Gilbert és una sèrie d'animació amb titelles per a televisió produïda per Famazing Entertainment per a À Punt. És protagonitzada per Júlia i Gilbert, una xiqueta i un monstre de cinc anys. Estan doblats per Iolanda Muñoz i Nelo Gómez, consisteix en 26 episodis que duren 7 minuts i estan publicats a la web d'À Punt.
Està pensada per a xiquets de preescolar i infantil.

## Argument
Una xiqueta, Júlia, i un monstre, Gilbert, que tenen cinc anys, ensenyen valencià mitjançant jocs a una caseta feta sobre Om, un arbre centenari, on hi ha un forat per on accedeixen a un món màgic.

## Producció
La sèrie és la primera sèrie infantil amb rebre un contracte d'À Punt. El consell rector de la Corporació Valenciana de Mitjans de Comunicació informà que tenia un cost total de 549.237 euros.